# Reservatório Elevado de Ceilândia
A Caixa d'Água de Ceilândia em 2005
O Reservatório Elevado de Ceilândia é uma caixa-d’água, em Ceilândia, no Distrito Federal. Construída em 1977, foi projetada pelo arquiteto modernista Gerhard Leo Linzmeyer e pertence à Companhia de Saneamento Ambiental do Distrito Federal (Caesb). Possui 27 metros de altura e conta com uma capacidade de 500 mil litros de água, sendo protegida por muros e cercas elétricas. É análogo ao de Taguatinga.
O local de construção do reservatório foi onde, em 1971, o governador Hélio Prates lançou a pedra fundamental de Ceilândia. O reservatório foi construído em uma altura elevada pois tinha o propósito de abastecer regiões mais elevadas, que demandavam uma pressão adequada. Mais tarde, desenvolveu-se tecnologia que tornou desnecessária a construção de reservatórios elevados que tivessem tal finalidade.
É considerado um cartão postal de Ceilândia e foi incluída na bandeira da região administrativa, bem como no escudo de um time de futebol e em fachadas de estabelecimentos comerciais. Em 2013, foi tombada pelo Governo do Distrito Federal através do Decreto nº 34.845, que a reconheceu como Patrimônio Histórico do DF. Na época, o governo distrital considerou o edifício um "ícone da memória da construção de Ceilândia."